# Трамбле, Родриг
Родриг Трамбле (фр. Rodrigue Tremblay; *13 октября 1939) — канадский экономист.
Бакалавр искусств (1961) в университете Лаваля; бакалавр наук (1963) Монреальского университета; магистр (1965) и доктор философии (1968) Стэнфорда. С 1960 по 2002 г. преподавал в Монреальском университете (глава департамента экономики в 1973-76 гг.). Являлся президентом Канадской экономической ассоциации (1974-75).

## Основные произведения
- «Экономика: проблемы и уроки» (L’Économique, problèmes et exercices, 1970);
- «Теория международной торговли» (La théorie du commerce international, 1971);
- «Микроэкономический анализ» (Analyse microéconomique, 1975);
- «Новая американская империя» (Le Nouvel Empire American, 2004).